# Rafael Kubelík
Rafael Kubelik (nombre completo: Jeroným Rafael Kubelík; Býchory, Bohemia Central, 29 de junio de 1914 - Kastanienbaum, Suiza, 11 de agosto de 1996) fue un director de orquesta y compositor checo.
Sexto hijo (y primer hijo varón) del gran violinista bohemio Jan Kubelík, Rafael estudió violín, composición y dirección en el conservatorio de Praga. También fue alumno de su propio padre, de quien llegó a decir "fue una especie de Dios para mí". Rafael Kubelík se graduó en el conservatorio en 1933, a la edad de 19 años. En el concierto de graduación interpretó un concierto de Paganini y una composición propia para violín y orquesta. Kubelík también fue un consumado pianista, acompañando a su famoso padre durante una gira por los Estados Unidos en 1935.

## Carrera
En enero de 1934, antes de cumplir los 20 años, dirigió por primera vez la Orquesta Filarmónica Checa con la que emprendió varias giras por Gran Bretaña, Bélgica e Italia hasta 1939, año de la ocupación nazi de Bohemia y Moravia. Ese mismo año ascendió al puesto de director musical de la Ópera de Brno, cargo que ejerció hasta que ésta fue cerrada por los nazis el 12 de noviembre de 1941. Sin embargo, continuó dirigiendo la Orquesta Filarmónica Checa, de la que fue nombrado director titular en 1942. En 1944, tras varios avatares, como negarse a realizar el saludo nazi ante el Reich Protector, o a dirigir música de Wagner durante la Guerra, Kubelík creyó conveniente desaparecer de Praga y pasar algunos meses en el campo para evitar ser detenido por las SS o la Gestapo.
Kubelík volvió a dirigir a la orquesta en su primer concierto tras la Guerra, en mayo de 1945. En 1946 colaboró en la creación del mundialmente conocido Festival Internacional de Música Primavera de Praga, dirigiendo el concierto de apertura. Rafael Kubelík emigró a Gran Bretaña por estar en desacuerdo con el sistema comunista existente en Checoslovaquia desde 1948.
En el Reino Unido dirigió la ópera Don Giovanni de Mozart en el festival de Glyndebourne, contratado por recomendación de Bruno Walter (de quien fue asistente durante el festival de Salzburgo de 1937). Comenzaba entonces su fulgurante carrera a nivel mundial, que le convertiría con el tiempo en uno de los principales directores de orquesta del momento. 
En 1950, fue nombrado titular de la Orquesta Sinfónica de Chicago, eligiendo esta oferta sobre otra de la Orquesta Sinfónica de la BBC para suceder a sir Adrian Boult. Al frente de esta orquesta grabó el primer disco registrado en alta fidelidad en Estados Unidos. En 1953 tuvo que dejar su puesto, ante las presiones de la crítica musical de la ciudad, que le acusaba de programar demasiada música contemporánea.
Tras abandonar Chicago, se convirtió en Director Musical de la Covent Garden Opera Company de Londres, desde 1955 hasta 1958. De esta etapa, destaca la producción de Les Troyens, de Berlioz de 1957. Aunque el Teatro pretendía renovar su contrato, Kubelík decidió renunciar, esta vez debido a las críticas de Sir Thomas Beecham desde los periódicos, en las que arremetía contra la contratación de artistas "extranjeros" para la compañía. Kubelík aceptó entonces la dirección de la Orquesta Sinfónica de la Radio de Baviera, al frente de la cual permaneció desde 1961 hasta su retirada en 1981. La colaboración de Kubelík con esta orquesta se suele considerar como el punto más alto de su carrera, tanto en lo artístico como profesional.
En 1973, asumió el puesto de Director Musical de la Metropolitan Opera House de Nueva York, comenzando su mandato, de nuevo, con una producción de Les Troyens. Tras pocos meses en el cargo, en 1974 renunció a la dirección del Met tras varios roces con la dirección, que le exigía dedicación de tiempo completo.
Tras su salida de Checoslovaquia, Kubelík colaboró estrechamente como director invitado con algunas de las mejores orquestas del mundo: Filarmónica de Berlín, Sinfónica de Boston, Concertgebouw de Ámsterdam, Filarmónica de Viena, Filarmónica de Israel y Orquesta de París, además de la Sinfónica de Chicago y la Radio de Baviera, de las que fue titular.
En 1985, aquejado de una fuerte artritis en la espalda, se retiró de la dirección de forma continuada, para dedicarse exclusivamente a la composición, pero en 1990, tras la caída del régimen comunista en su patria, aceptó una invitación de la Filarmónica Checa para dirigir en el Festival Primavera de Praga. De este histórico acontecimiento queda una grabación en directo del ciclo de poemas sinfónicos Mi Patria, de Bedřich Smetana (su cuarta grabación de la obra), así como un video de aquel concierto que tuvo lugar al aire libre en la Plaza de la Ciudad Vieja de Praga.
En 1990, le fue otorgado el título de "doctor honoris causa" de la Universidad Carolina de Praga, y un año más tarde fue galardonado con la orden de Tomas Garrique Masaryk.
Kubelík falleció en 1996 en Kastanienbaum, en el Cantón de Lucerna, en Suiza (en 1973 había adquirido la nacionalidad suiza y residía en ese país). Fue enterrado, junto a la tumba de su padre, en el cementerio de Vyšehrad, en Praga.

## Discografía
Kubelík llevó al disco un extenso repertorio, en ocasiones más de una vez por obra, como sucede con los ciclos sinfónicos de Brahms, Schumann y Beethoven. En su primer ciclo de las sinfonías de Beethoven, Kubelík utilizó nueve orquestas diferentes, una por cada sinfonía. Su ciclo completo de las sinfonías de Mahler, grabado entre 1967 y 1971 con la Orquesta de la Radio de Baviera, se considera uno de los esenciales de la discografía mahleriana. De su Mahler, Daniel Barenboim ha remarcado, "a menudo pensaba que me faltaba algo en Mahler hasta que escuché a Kubelík. Hay mucho más por descubrir en sus obras que una forma general de emoción extrovertida. Eso es lo que  Kubelík me mostró." En las versiones tardías de algunas de las sinfonías grabadas en directo con su orquesta en los primeros 80 se puede apreciar esa interpretación equilibrada y transcendente de las partituras. También dejó admiradas grabaciones operísticas de Verdi (Rigoletto grabado en La Scala con Dietrich Fischer-Dieskau), Mozart (Don Giovanni) y Wagner (Lohengrin, Los Maestros cantores y Parsifal). Y por supuesto, de la música de su patria: Smetana, Janáček y Dvořák.      
Sus grabaciones en vivo, rescatadas por el sello alemán Audite bajo el nombre de edición Kubelík, han sido acogidas con entusiasmo por la crítica especializada de varios países y lo confirman como uno de los mayores directores del siglo XX. Dentro de estas grabaciones en vivo el ciclo mahleriano inédito dirigido por Kubelík, siempre al frente de la Sinfónica de la Radiodifusión Bávara, es casi integral: sólo falta la cuarta sinfonía. La colección incluye La canción de la tierra, con Janet Baker y Waldemar Kmentt, fechada en 1970 y, como grabación más moderna, la Segunda sinfonía, Resurrección, con Edith Mathis y Brigitte Fassbaender como solistas, de 1982. La calidad sonora de los documentos es notable, con un silencio acorde a la grandeza de las interpretaciones. Kubelík dirigió la música de Mahler desde una óptica abiertamente romántica, intuitiva y cálida, sin violencias dramáticas y expresionistas.
Junto al legado mahleriano, la edición Kubelík rescata versiones en vivo de cuatro conciertos de Mozart (números 21, 23, 24 y 27) y dos de Beethoven (números 4 y 5) con Clifford Curzon como solista. Otro documento de interés es el programa Chaikovski que reúne la Sinfonía número 4 y una excelente versión del Concierto para violín con un joven Pinchas Zukerman en su debut europeo (1969).      
En lo que refiere a sus propias composiciones, Kubelík deja un portafolio de cinco óperas, tres sinfonías, además de obras corales, sacras y conciertos. Algunas de ellas grabadas por Deutsche Grammophone, Denon y Panton.
| Compositor  | Obra                                | Fecha  | Orquesta                                     | Sello                |
| ----------- | ----------------------------------- | ------ | -------------------------------------------- | -------------------- |
| Bartók      | Concerto for Orchestra              | 1974   | Boston Symphony Orchestra                    | Deutsche Grammophon  |
| Beethoven   | Sinfonía N.º. 4                     | 1975   | Israel Philharmonic Orchestra                | Deutsche Grammophon  |
| Beethoven   | Sinfonía N.º. 5                     | 1973   | Boston Symphony Orchestra                    | Deutsche Grammophon  |
| Beethoven   | Sinfonía N.º. 6                     | 1973   | Orchestre de Paris                           | Deutsche Grammophon  |
| Beethoven   | Sinfonía N.º. 7                     | 1974   | Wiener Philharmoniker                        | Deutsche Grammophon  |
| Beethoven   | Sinfonía N.º. 8                     | 1975   | The Cleveland Orchestra                      | Deutsche Grammophon  |
| Beethoven   | Sinfonía N.º. 9                     | 1975   | Symphonieorchester des Bayerischen Rundfunks | Deutsche Grammophon  |
| Berg        | Violin Concerto                     | 1971   | Symphonieorchester des Bayerischen Rundfunks | Deutsche Grammophon  |
| Brahms      | A German Requiem                    | 1978   | Symphonieorchester des Bayerischen Rundfunks | Audite               |
| Bruckner    | Sinfonía N.º 3                      | 1954   | Royal Concertgebouw Orchestra                | Radio Netherlands    |
| Bruckner    | Sinfonía N.º 3                      | 1985   | Symphonieorchester des Bayerischen Rundfunks | Sony Classical       |
| Bruckner    | Sinfonía N.º 8                      | 1963   | Symphonieorchester des Bayerischen Rundfunks | Orfeo                |
| Bruckner    | Sinfonía N.º 8                      | 1977   | Symphonieorchester des Bayerischen Rundfunks | BR Klassik           |
| Bruckner    | Sinfonía N.º. 9                     | 1985   | Symphonieorchester des Bayerischen Rundfunks | Orfeo                |
| Dresde      | Dansflitsen                         | 1954   | Royal Concertgebouw Orchestra                | Radio Netherlands    |
| Dvořák      | Variaciones Sinfónicas              | 1974   | Symphonieorchester des Bayerischen Rundfunks | Deutsche Grammophon  |
| Dvořák      | My Home, Overture                   | 1973-4 | Symphonieorchester des Bayerischen Rundfunks | Deutsche Grammophon  |
| Dvořák      | Hussite Dramatic overture           |        | Symphonieorchester des Bayerischen Rundfunks | Deutsche Grammophon  |
| Dvořák      | In Nature's Realm Concert Overture  |        | Symphonieorchester des Bayerischen Rundfunks | Deutsche Grammophon  |
| Dvořák      | Carnival Concert Overture           | 1977   | Symphonieorchester des Bayerischen Rundfunks | Deutsche Grammophon  |
| Dvořák      | Othello Concert Overture            |        | Symphonieorchester des Bayerischen Rundfunks | Deutsche Grammophon  |
| Dvořák      | Scherzo capriccioso                 | 1975   | Symphonieorchester des Bayerischen Rundfunks | Deutsche Grammophon  |
| Dvořák      | Sinfonía N.º. 1                     | 1973   | Berliner Philharmoniker                      | Deutsche Grammophon  |
| Dvořák      | Sinfonía N.º. 2                     | 1973   | Berliner Philharmoniker                      | Deutsche Grammophon  |
| Dvořák      | Sinfonía N.º. 3                     | 1973   | Berliner Philharmoniker                      | Deutsche Grammophon  |
| Dvořák      | Sinfonía N.º. 4                     | 1973   | Berliner Philharmoniker                      | Deutsche Grammophon  |
| Dvořák      | Sinfonía N.º. 5                     | 1973   | Berliner Philharmoniker                      | Deutsche Grammophon  |
| Dvořák      | Sinfonía N.º 6                      | 1973   | Berliner Philharmoniker                      | Deutsche Grammophon  |
| Dvořák      | Sinfonía N.º. 7                     | 1950   | Royal Concertgebouw Orchestra                | Radio Netherlands    |
| Dvořák      | Sinfonía N.º. 7                     | 1971   | Berliner Philharmoniker                      | Deutsche Grammophon  |
| Dvořák      | Sinfonía N.º. 8                     | 1966   | Berliner Philharmoniker                      | Deutsche Grammophon  |
| Dvořák      | Sinfonía N.º. 9                     | 1973   | Berliner Philharmoniker                      | Deutsche Grammophon  |
| Dvořák      | The Noon Witch                      | 1974   | Symphonieorchester des Bayerischen Rundfunks | Deutsche Grammophon  |
| Dvořák      | The Water Goblin                    | 1974   | Symphonieorchester des Bayerischen Rundfunks | Deutsche Grammophon  |
| Dvořák      | The Wild Dove                       | 1974   | Symphonieorchester des Bayerischen Rundfunks | Deutsche Grammophon  |
| Dvořák      | 1976                                |        | Symphonieorchester des Bayerischen Rundfunks | Deutsche Grammophon  |
| Grieg       | Piano Concerto                      | 1964   | Berliner Philharmoniker                      | Deutsche Grammophon  |
| Hindemith   | Chamber Music n.º 5                 | 1966   | Symphonieorchester des Bayerischen Rundfunks | Bayerischer Rundfunk |
| Hindemith   | Concerto Music, Op. 48              | 1963   | Symphonieorchester des Bayerischen Rundfunks | Bayerischer Rundfunk |
| Hindemith   | Der Schwanendreher                  | 1968   | Symphonieorchester des Bayerischen Rundfunks | Bayerischer Rundfunk |
| Janáček     | Concertino                          | 1970   | Symphonieorchester des Bayerischen Rundfunks | Deutsche Grammophon  |
| Janáček     | The Diary of One Who Disappeared    |        | Symphonieorchester des Bayerischen Rundfunks | Deutsche Grammophon  |
| Janáček     | Glagolitic Mass                     |        | Symphonieorchester des Bayerischen Rundfunks | Deutsche Grammophon  |
| Janáček     | Sinfonietta                         | 1970   | Symphonieorchester des Bayerischen Rundfunks | Deutsche Grammophon  |
| Janáček     | Taras Bulba                         | 1951   | Royal Concertgebouw Orchestra                | Radio Netherlands    |
| Janáček     | Taras Bulba                         | 1970   | Symphonieorchester des Bayerischen Rundfunks | Deutsche Grammophon  |
| Mahler      | Sinfonía N.º. 1                     | 1967   | Symphonieorchester des Bayerischen Rundfunks | Deutsche Grammophon  |
| Mahler      | Sinfonía N.º. 1                     | 1979   | Symphonieorchester des Bayerischen Rundfunks | Bayerischer Rundfunk |
| Mahler      | Sinfonía N.º. 2                     | 1969   | Symphonieorchester des Bayerischen Rundfunks | Deutsche Grammophon  |
| Mahler      | Sinfonía N.º. 2                     | 1982   | Symphonieorchester des Bayerischen Rundfunks | Bayerischer Rundfunk |
| Mahler      | Sinfonía N.º. 3                     | 1967   | Symphonieorchester des Bayerischen Rundfunks | Deutsche Grammophon  |
| Mahler      | Sinfonía N.º. 4                     | 1968   | Symphonieorchester des Bayerischen Rundfunks | Deutsche Grammophon  |
| Mahler      | Sinfonía N.º. 5                     | 1971   | Symphonieorchester des Bayerischen Rundfunks | Deutsche Grammophon  |
| Mahler      | Sinfonía N.º. 5                     | 1981   | Symphonieorchester des Bayerischen Rundfunks | Bayerischer Rundfunk |
| Mahler      | Sinfonía N.º. 6                     | 1968   | Symphonieorchester des Bayerischen Rundfunks | Deutsche Grammophon  |
| Mahler      | Sinfonía N.º. 7                     | 1970   | Symphonieorchester des Bayerischen Rundfunks | Deutsche Grammophon  |
| Mahler      | Sinfonía N.º. 8                     | 1970   | Symphonieorchester des Bayerischen Rundfunks | Deutsche Grammophon  |
| Mahler      | Sinfonía N.º. 9                     | 1967   | Symphonieorchester des Bayerischen Rundfunks | Deutsche Grammophon  |
| Mahler      | Sinfonía N.º. 10                    | 1968   | Symphonieorchester des Bayerischen Rundfunks | Deutsche Grammophon  |
| Mendelssohn | Violin Concerto                     | 1951   | Royal Concertgebouw Orchestra                | Radio Netherlands    |
| Mozart      | Eine kleine Nachtmusik              | 1962   | Wiener Philharmoniker                        | EMI                  |
| Mozart      | Mass n.º 9 (Missa brevis)           | 1973   | Symphonieorchester des Bayerischen Rundfunks | Deutsche Grammophon  |
| Mozart      | Mass n.º 16 in C, K. 317 Coronation | 1973   | Bavarian Radio Symphony Orchestra            | Deutsche Grammophon  |
| Mozart      | Sinfonía N.° 36                     | 1973   | Wiener Philharmoniker, Radio Netherlands     | EMI                  |
| Rajmáninov  | Piano Concerto n.º 2                | 1951   | Royal Concertgebouw Orchestra                | Radio Netherlands    |
| Schoenberg  | Piano Concerto                      | 1972   | Symphonieorchester des Bayerischen Rundfunks | Deutsche Grammophon  |
| Schoenberg  | Violin Concerto                     | 1972   | Symphonieorchester des Bayerischen Rundfunks | Deutsche Grammophon  |
| Schubert    | Sinfonía N.º. 9                     | 1960   | Royal Philharmonic Orchestra                 | EMI                  |
| Schumann    | Sinfonías                           | 1979   | Symphonieorchester des Bayerischen Rundfunks | CBS / Sony Classical |
| Schumann    | Piano Concerto                      | 1964   | Berliner Philharmoniker                      | Deutsche Grammophon  |
| Smetana     | Má vlast                            | 1971   | Boston Symphony Orchestra                    | Deutsche Grammophon  |
| Tansman     | Music for Orchestra                 | 1950   | Royal Concertgebouw Orchestra                | Radio Netherlands    |
| Chaikovski  | Sinfonía N.º. 4                     | 1961   | Wiener Philharmoniker                        | EMI                  |
| Verdi       | Rigoletto                           | 1964   | Orchester del Teatro alla Scala              | Deutsche Grammophon  |
| Wagner      | Lohengrin                           | 1971   | Symphonieorchester des Bayerischen Rundfunks | Deutsche Grammophon  |
| Weber       | Der Freischütz                      | 1980   | Symphonieorchester des Bayerischen Rundfunks | Decca                |
| Weber       | Oberon                              | 1970   | Symphonieorchester des Bayerischen Rundfunks | Deutsche Grammophon  |